# Aubers
Aubers – miejscowość i gmina we Francji, w regionie Hauts-de-France, w departamencie Nord.
Według danych na rok 1990 gminę zamieszkiwało 1571 osób, a gęstość zaludnienia wynosiła 155 osób/km² (wśród 1549 gmin regionu Nord-Pas-de-Calais Aubers plasuje się na 429. miejscu pod względem liczby ludności, natomiast pod względem powierzchni na miejscu 317.).